# Salmincola siscowet
Salmincola siscowet är en kräftdjursart som först beskrevs av Sidney Irving Smith 1874.  Salmincola siscowet ingår i släktet Salmincola och familjen Lernaeopodidae. Inga underarter finns listade i Catalogue of Life.